# Ekerölinjen
| Unknown BSicon "WKBHFa" |

| Water + Unknown BSicon "lWBHF" |

| Water + Unknown BSicon "lWBHF" |

| Water + Unknown BSicon "lWBHF" |

| Unknown BSicon "WASSER+1" | Unknown BSicon "WASSER+4" + Unknown BSicon "MASKe" + Unknown BSicon "lWHST" |

| Unknown BSicon "WKBHFe" |

| Unknown BSicon "WKBHFa" |

| Water + Unknown BSicon "lWBHF" |

| Water + Unknown BSicon "lWBHF" |

| Water + Unknown BSicon "lWBHF" |

| Unknown BSicon "WASSER+1" | Unknown BSicon "WASSER+4" + Unknown BSicon "MASKe" + Unknown BSicon "lWHST" |

| Unknown BSicon "WKBHFe" |

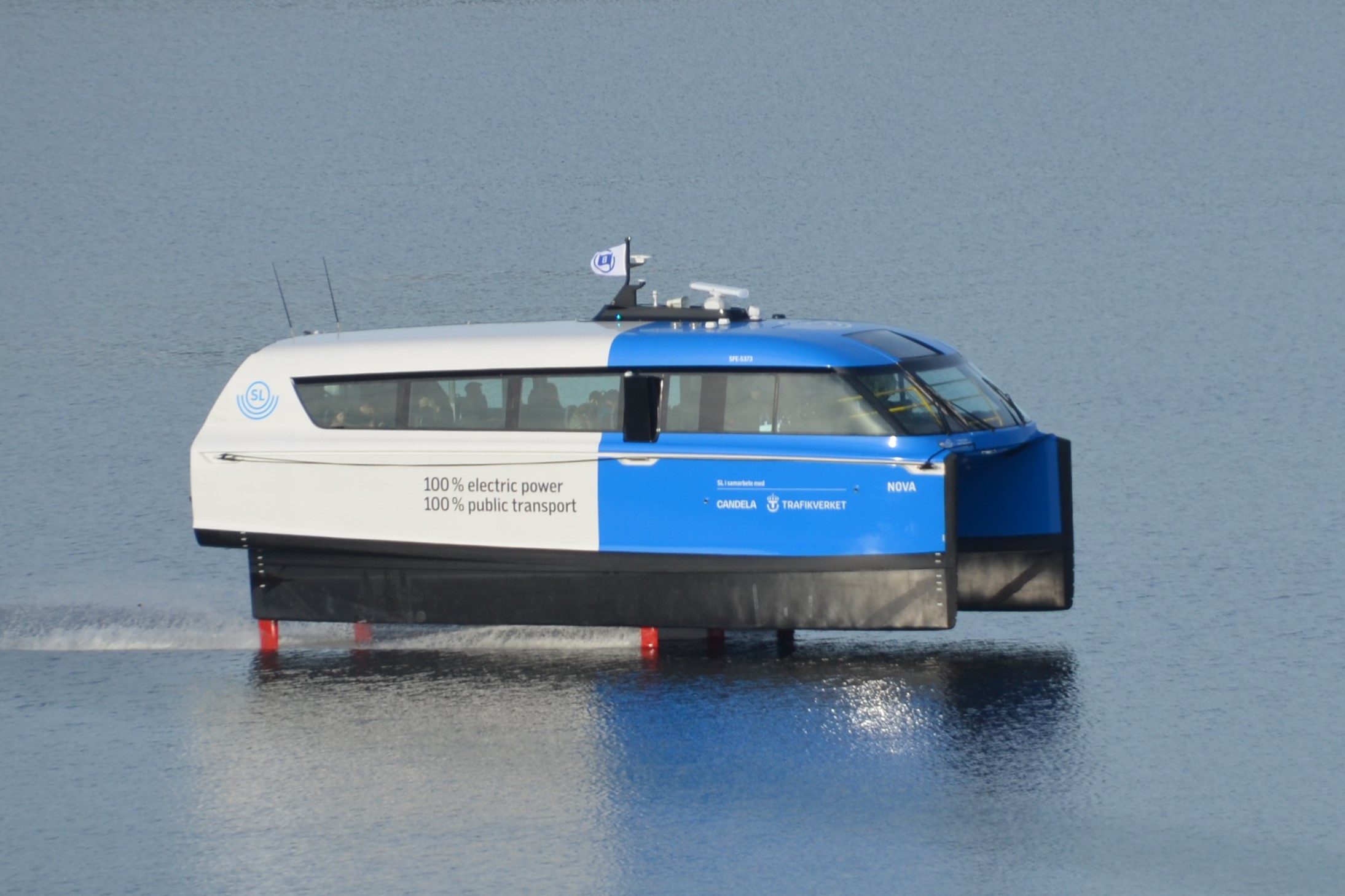
E/S Nova oktober 2024.

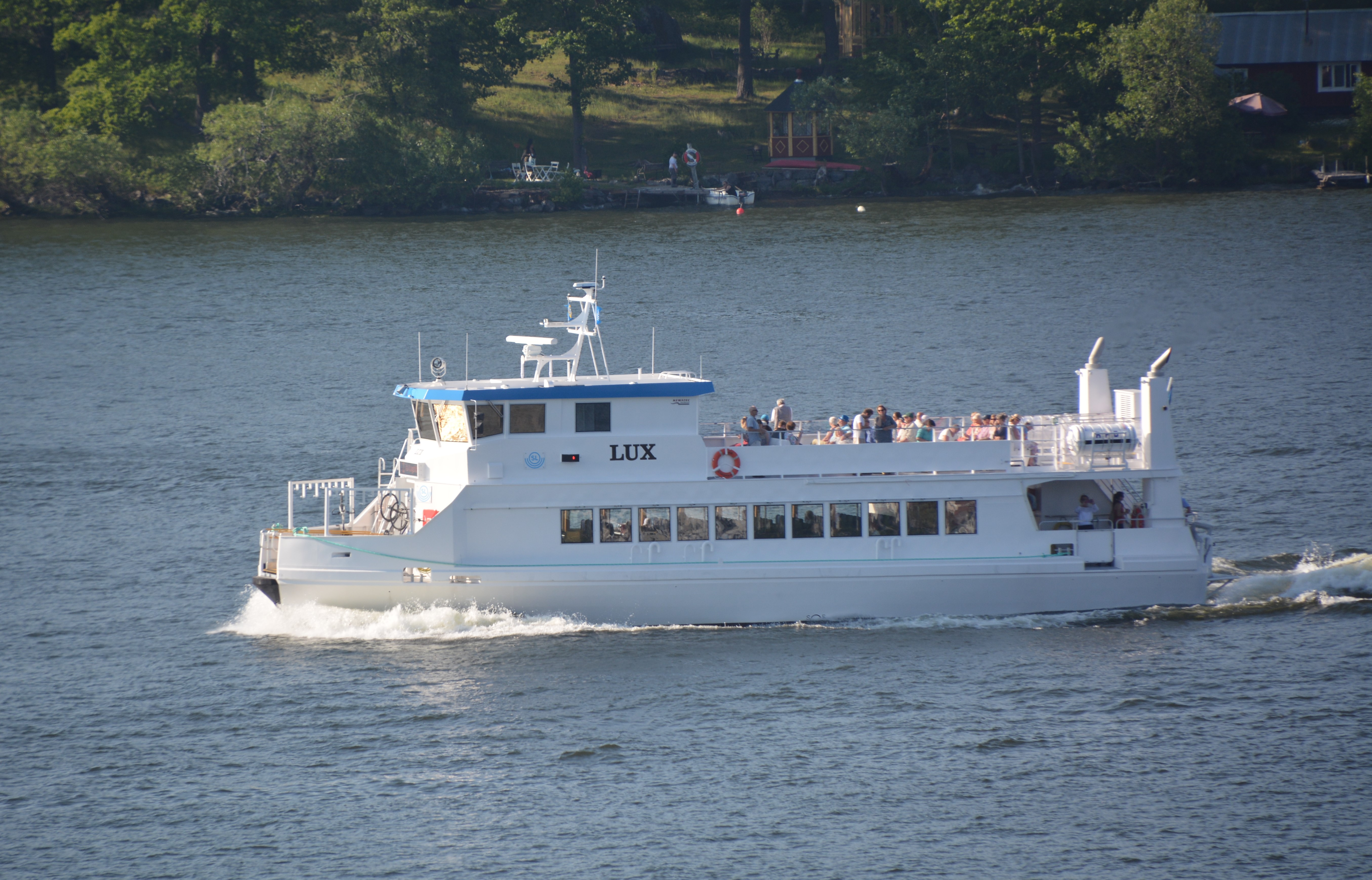
M/S Lux juni 2019.

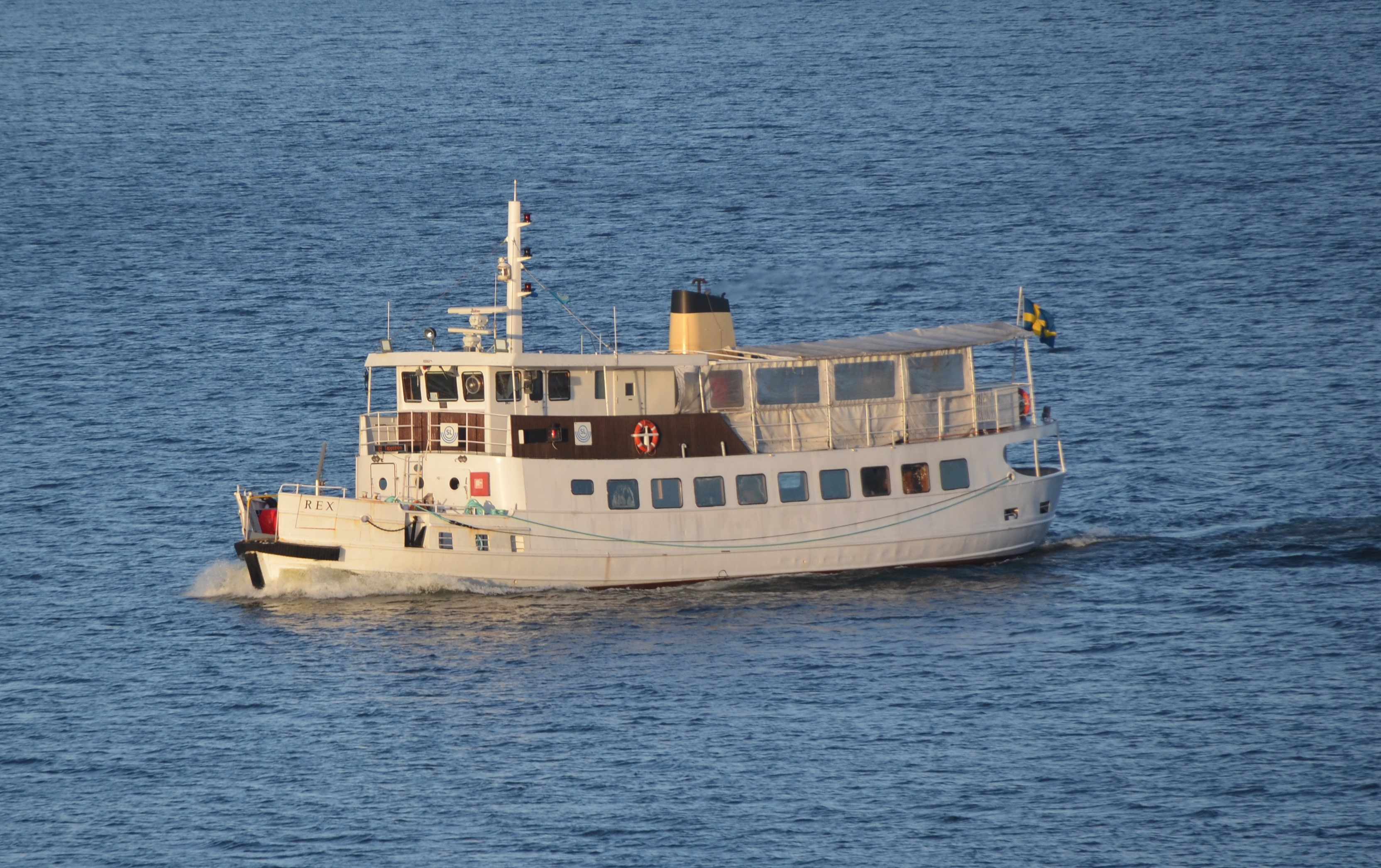
M/S Rex af Stockholm i vintertrafik, januari 2021.

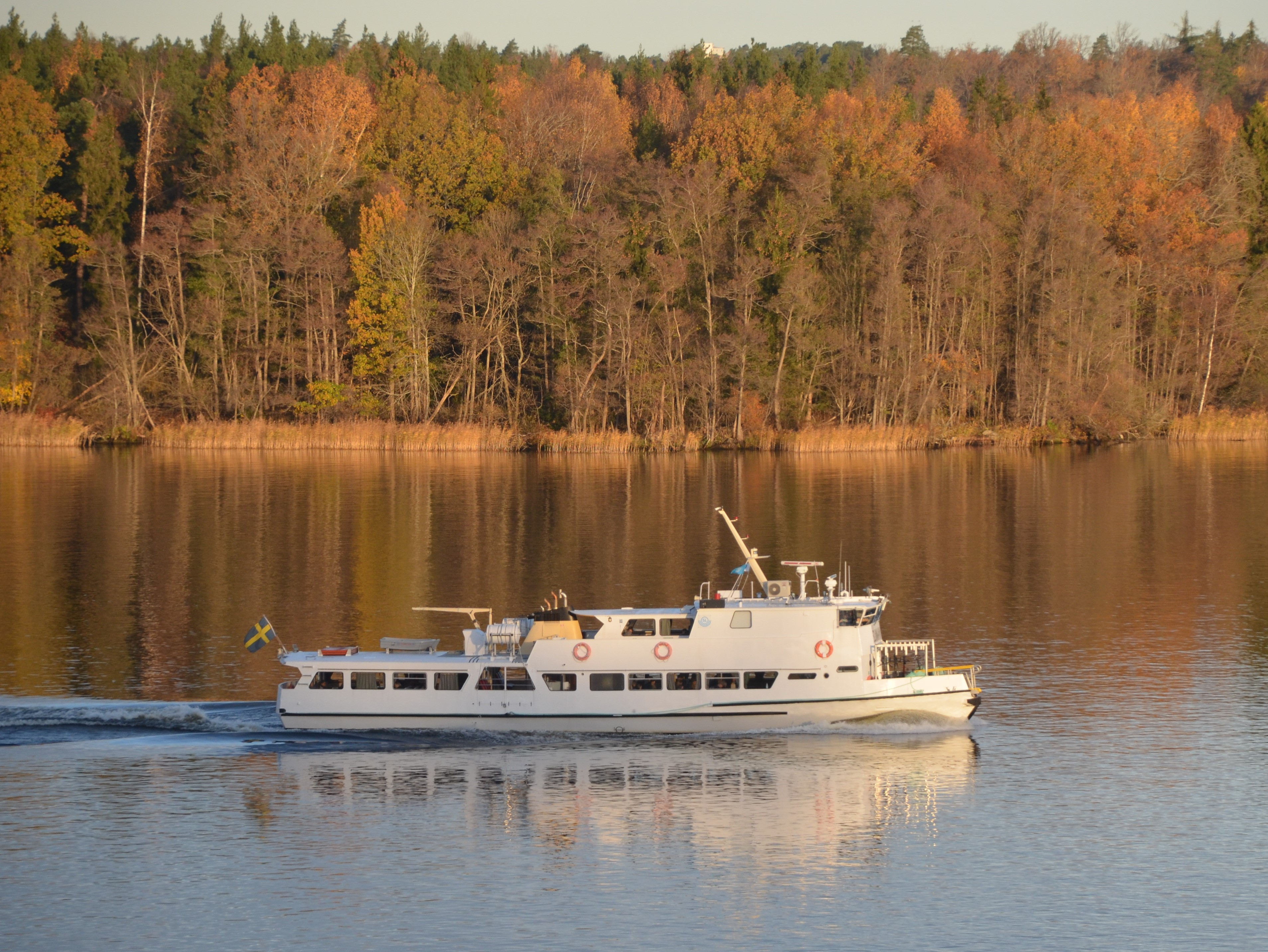
M/S Sunnan, 2024.

Ekerölinjen eller Linje 89 är en pendelbåt på Mälaren i Stockholm mellan  Klara Mälarstrand och Tappström på Ekerö.

## Bakgrund och trafik
Ekerölinjen invigdes i augusti 2016 för att erbjuda Storstockholms Lokaltrafiks (SL) resenärer ett alternativ för att pendla mellan Tappström, Kungshatt, Ekensberg, Lilla Essingen och centrala Stockholm.
Ekerölinjen ingår i SL:s linjenät och resenärerna använder samma biljetter som i övrig trafik. Linjen är en av fem färjelinjer i Stockholm som drivs av SL.
 Linjen trafikeras av för närvarande av  Rederiaktiebolaget Ballerina som tog över efter Blidösundsbolaget sommaren 2025, Rederiaktiebolaget Ballerina trafikerade linjen tidigare 2016-2018. 

## Bildgalleri

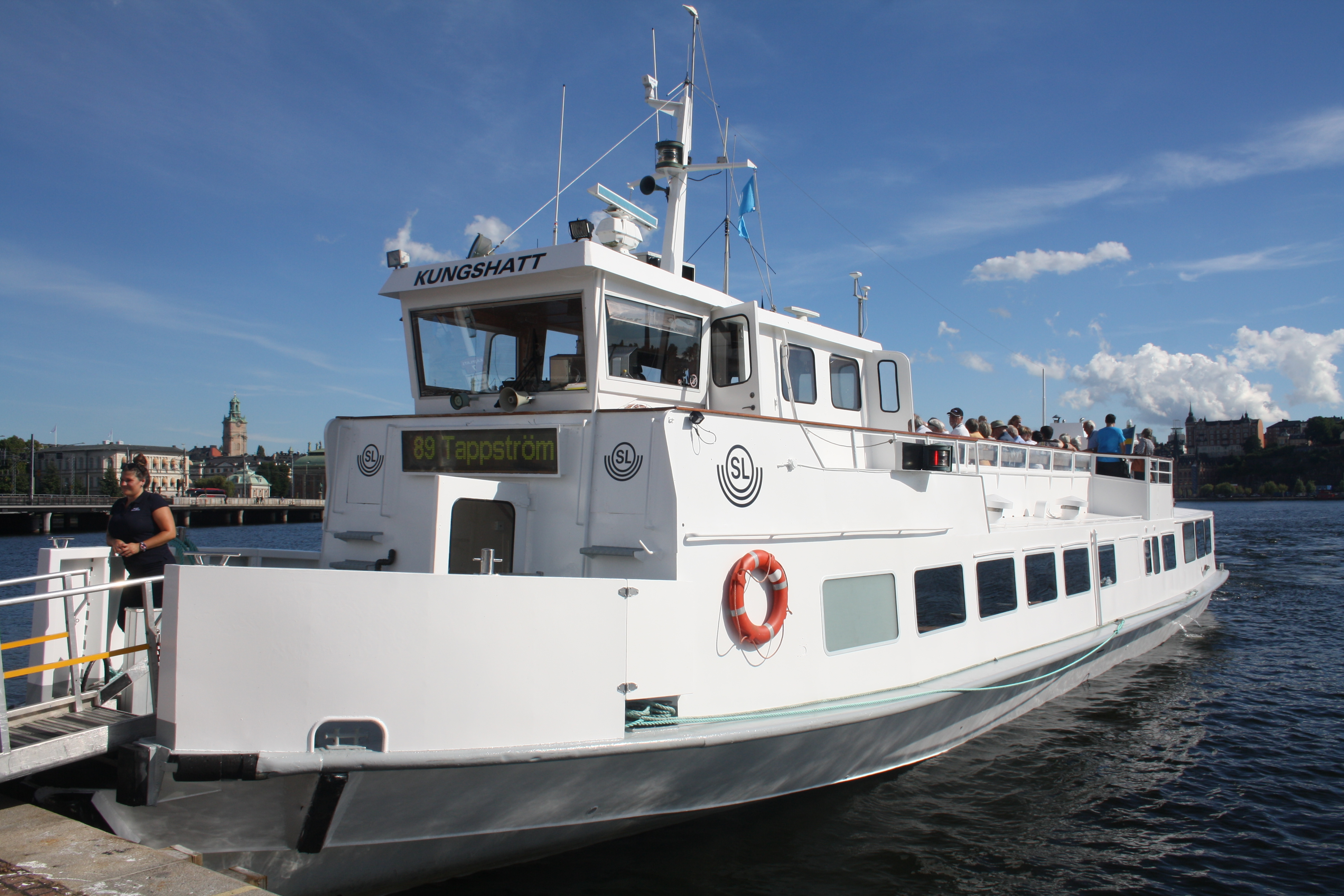
M/S Kungshatt vid Klara Mälarstrand.
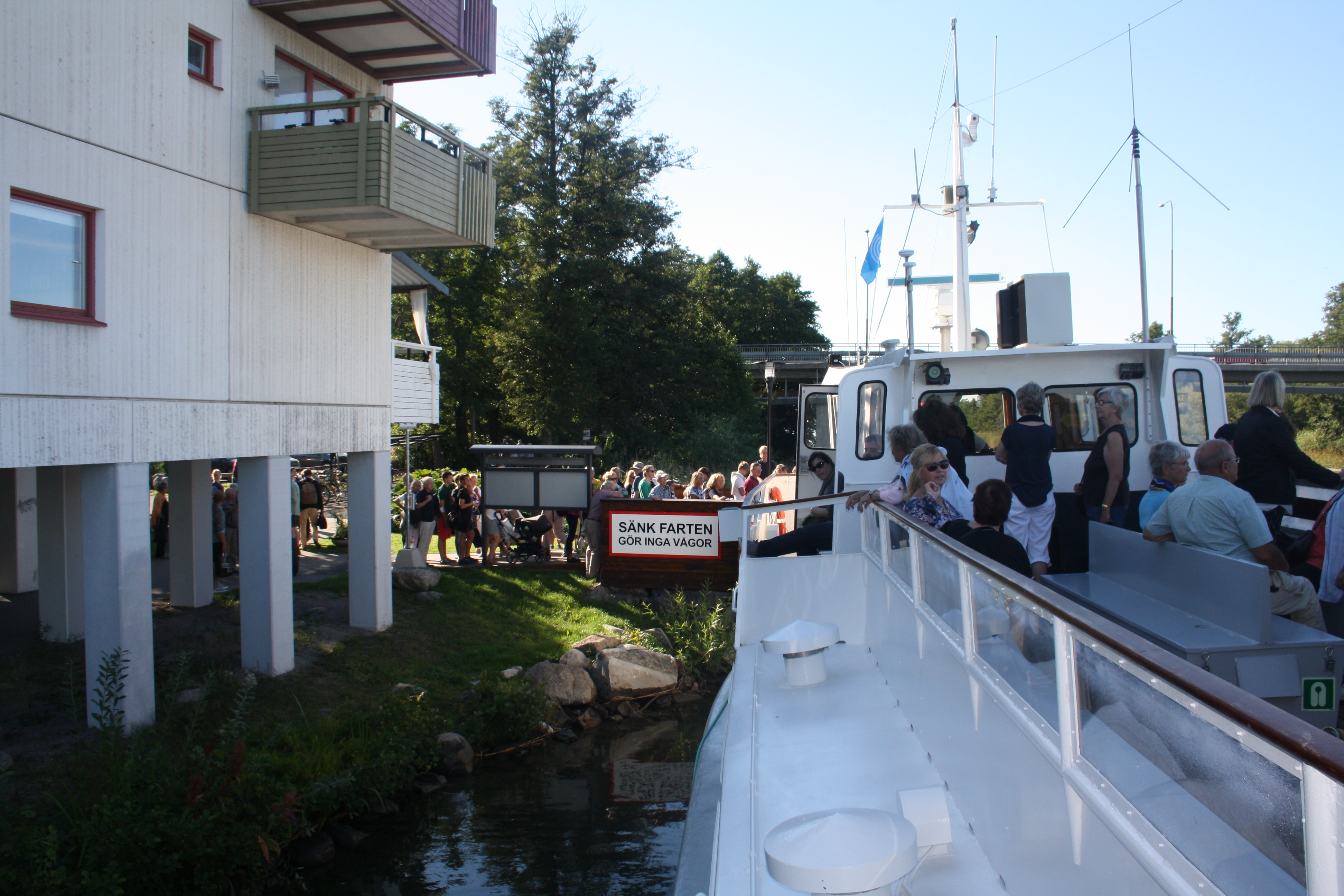
M/S Kungshatt i Tappström.
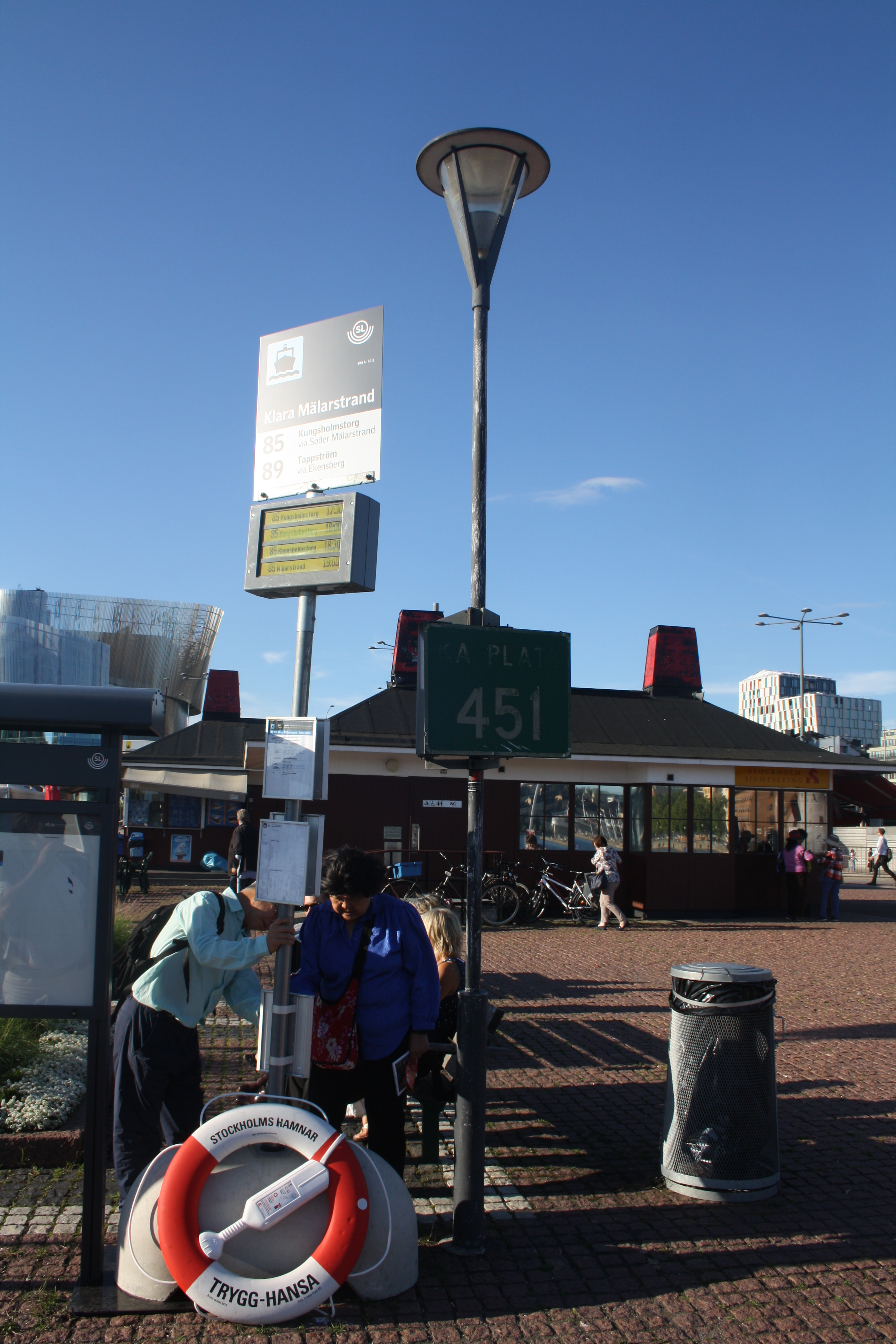
Hållplatsen Klara Mälarstrand.
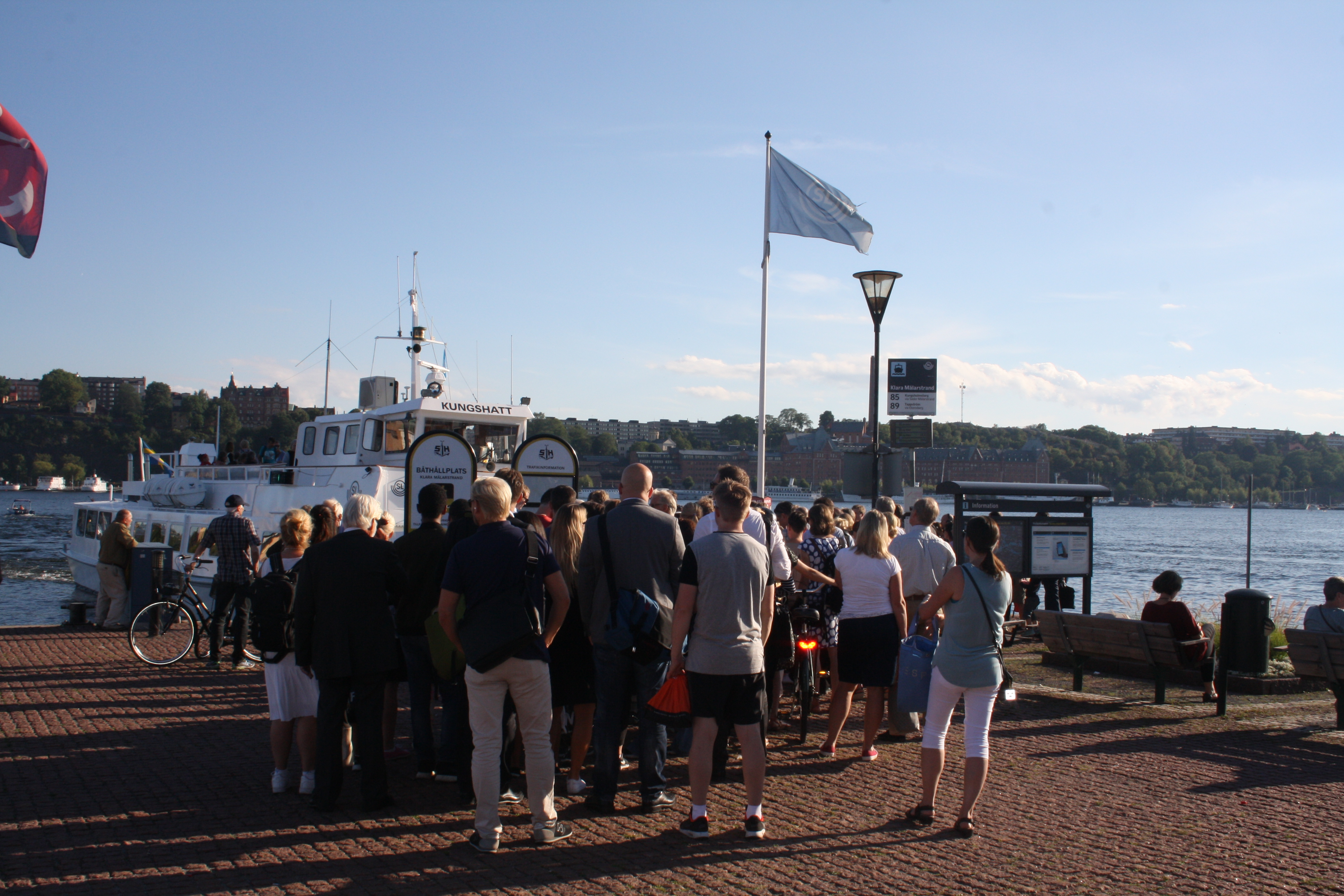
Ombordstigning vid Klara Mälarstrand.
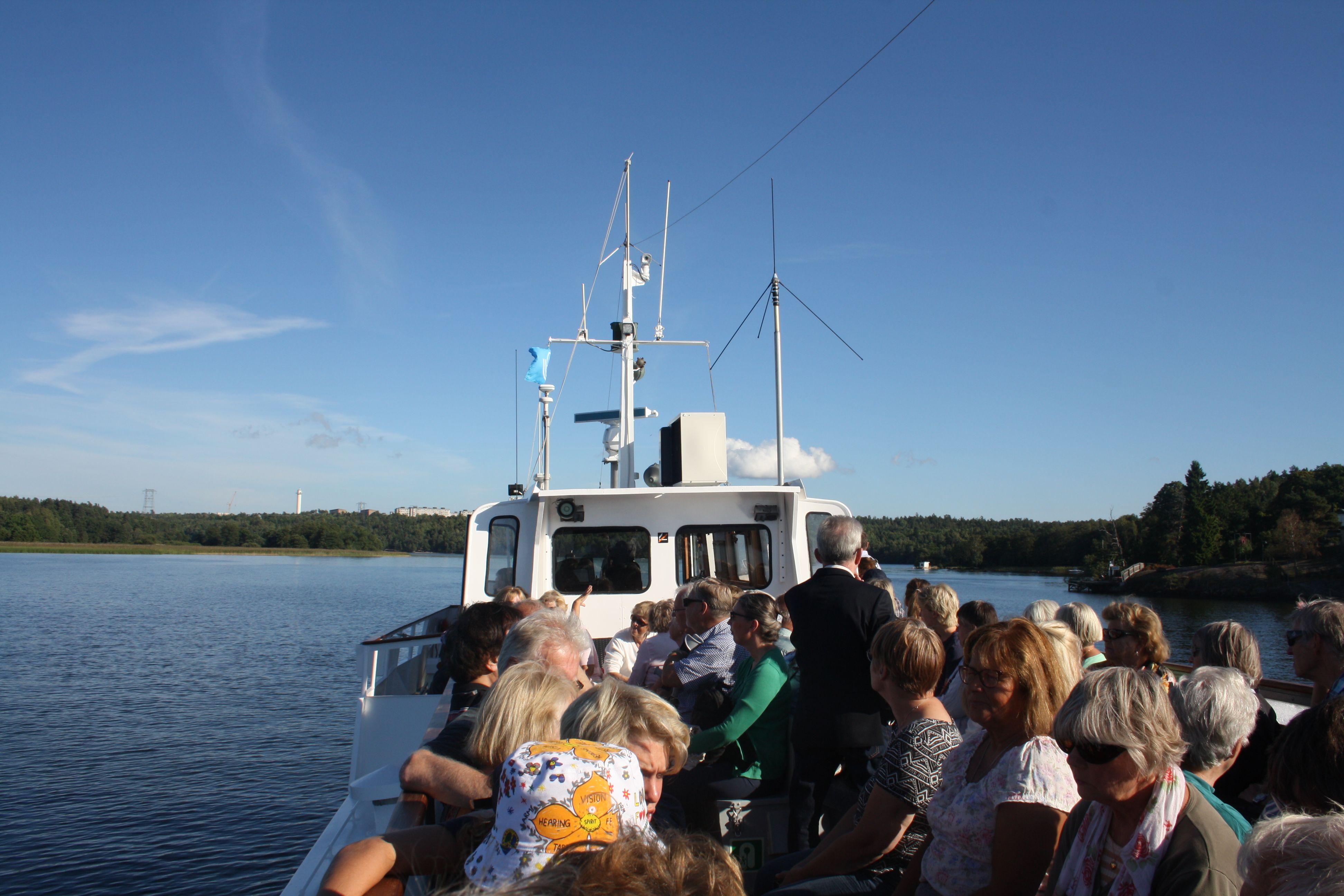
M/S Kungshatt under färd.
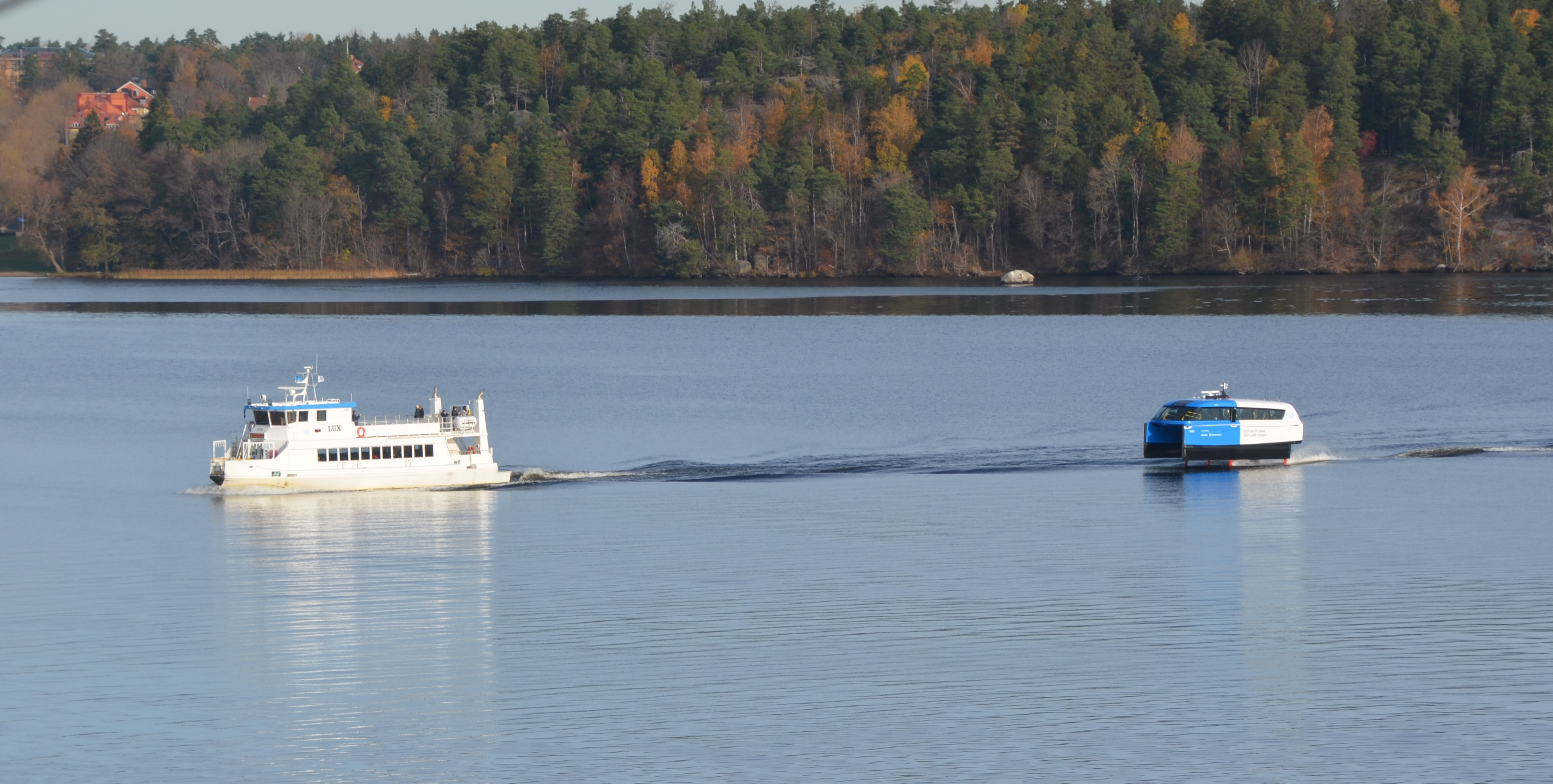
M/S Lux och E/S Nova på Ekeröpendeln utanför Brommalandet på väg mot Tappström från Klara Mälarstrand.